# Семья Гамбино
Преступная семья Гамбино (Gambino) является одной из «пяти семей», контролирующих организованную преступную деятельность в Нью-Йорке (США) в рамках такого общенационального уголовного явления, как мафия (или Коза Ностра). Название семьи пошло от фамилии тогдашнего босса Карло Гамбино, озвученной во время проходивших в 1963 году слушаний Валачи (по имени основного свидетеля — раскаявшегося мафиози Джозефа Валачи) или слушаний МакКлеллана (по имени инициировавшего их сенатора Джона МакКлеллана), когда структура организованной преступности впервые была освещена общественности. Базируясь в Нью-Йорке, семья Гамбино активно действует по всему Восточному побережью США, а также в других штатах страны (вплоть до Калифорнии). На некоторых этапах истории семья Гамбино считалась самой могущественной преступной организацией Нью-Йорка. Её незаконная деятельность включает рэкет и вымогательство, азартные игры, ростовщичество, выбивание долгов, заказные убийства, незаконный сброс и захоронение высокотоксичного мусора, махинации со строительными подрядами, мошенничество в сфере интернета и телекоммуникаций, ограбления и разбой, угоны автомобилей, проституцию, торговлю краденным, отмывание денег и другие преступления. Кроме того, некоторые лидеры семьи Гамбино (прежде всего Альберт Анастазия, Карло Гамбино и Джон Готти) оказали большое влияние на формирование образа мафиози в американской и мировой культуре.

## История Семьи Гамбино

### Истоки

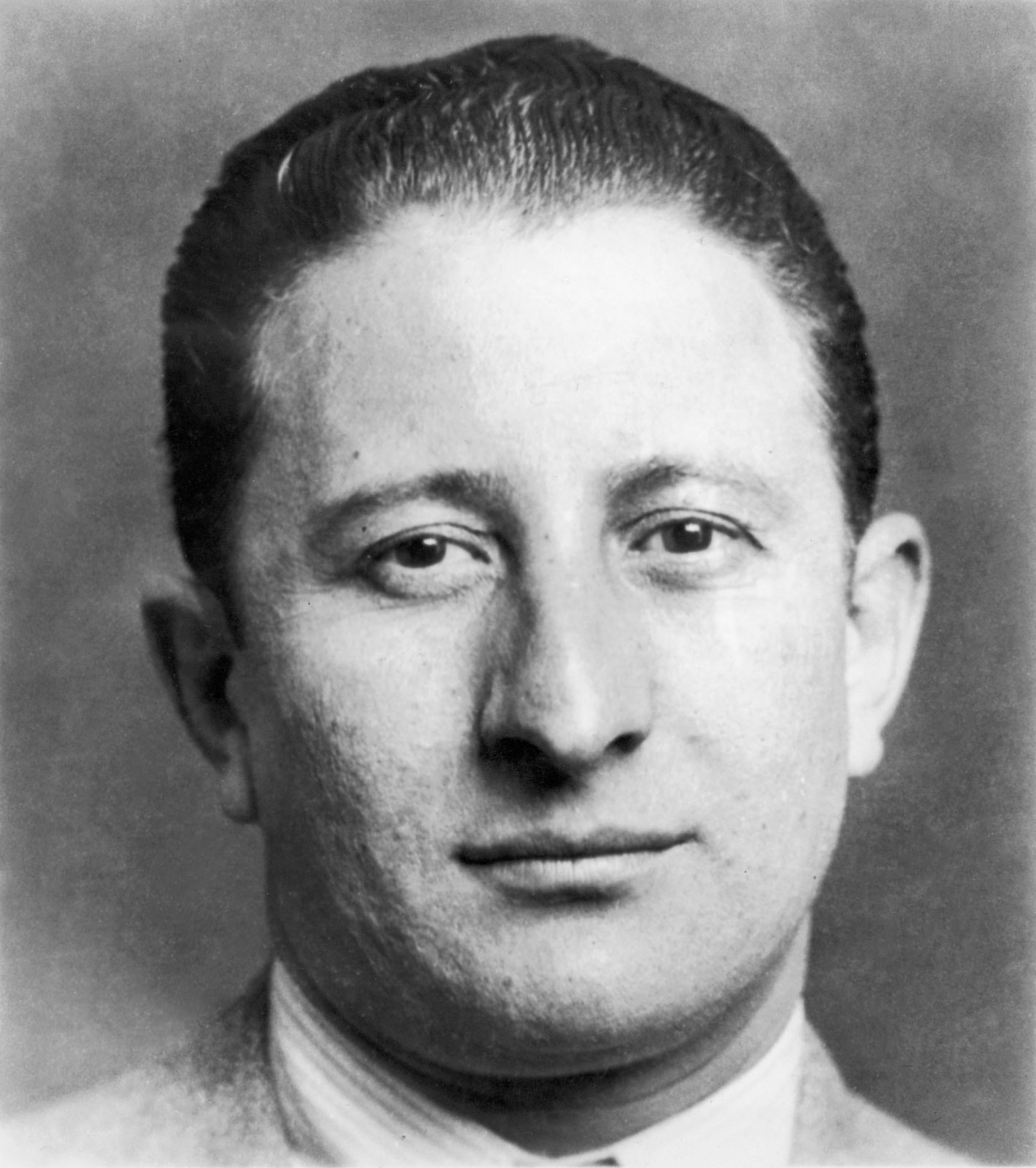
Карло Гамбино

Корни семьи Гамбино можно проследить вплоть до «Неаполитанской банды», возглавляемой Пеллегрино «Дон Грино» Морано, который после своего ареста в 1916 году передал контроль над группировкой Сальваторе «Тото» Д'Аквила. В 1927 году главарь сицилийской мафии Вито Кашио Ферро направил в Америку своего эмиссара Сальваторе Маранцано с заданием привести к повиновению нью-йоркские банды итальянцев. Д’Аквилло был убит в 1928 году в результате криминальной борьбы с Джо «Боссом» Массерией, после чего банду возглавили Альфред Манфреди и Стив Ферриньо, правление которых припало на конец эры Сухого Закона. С 1929 по 1931 года в Нью-Йорке шла кровавая война между старым боссом города Джузеппе Массерия и Маранцано. Эта бойня стала известной как Кастелламмарская война и привела к многочисленным жертвам. В их число попали и Манфреди с Ферриньо, которые попали в засаду и были расстреляны вечером 5 ноября 1930 года. Эти убийства стали одними из последних в противостоянии сторон, борьба между которыми закончилась, в конце концов, смертью обоих лидеров — Массерии 15 апреля 1931 года (его застрелили в ресторане на Кони-Айленде) и Маранцано, спустя пять месяцев (тот после убийства конкурента даже успел на одной из мафиозных сходок объявить себя новым боссом Нью-Йорка). Главным организатором обоих убийств был Чарльз «Лаки» Лучано, который надлежащим образом позаботился о реорганизации нью-йоркского преступного мира и создании на его основе «пяти семей», легших в основу американской мафии или Коза Ностры.

### Период после окончанияКастелламмарской войны
За коротким периодом правления Фрэнка Скаличе (Скализе) последовала очередь первого признанного лидера группировки, в дальнейшем ставшей известной под названием семьи Гамбино, — Винсента Мангано. Он был мафиози «старой школы», наподобие Массерии и Маранцано, и гангстеры «новой волны» терпели его лишь из-за близких и прочных связей с Эмилем Камардо, влиятельным вице-президентом Международной ассоциации докеров. В период правления Мангано семья контролировала причалы Манхэттена и Бруклина, промышляла вымогательством, рэкетом профсоюзов, незаконными азартными играми, включая ставки на скачках и лотереи. Мангано также создал Городской Демократический Клуб, якобы с целью пропаганды базовых американских ценностей, но в действительности лишь как прикрытие «Корпорации убийств» — группы преимущественно еврейских киллеров, исполнявших приказы итало-американских преступных семей. Её членами являлись также Фил Мангано, брат Винсента Мангано, и числившийся заместителем босса семьи Альберт Анастазия, более известный как «Высший Исполнитель» (он участвовал в убийстве Массерии). К этому времени в организации заметно усилились позиции Карло Гамбино и его шурина Пола Кастеллано, будущих боссов семьи.

### Убийство братьев Мангано

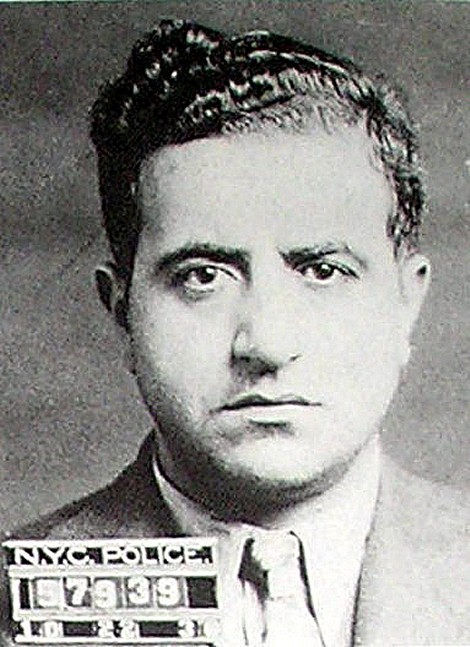
Альберт Анастазия

Альберт Анастазия и Фил Мангано никогда особо не сходились друг с другом во взглядах. Мангано возмущало то, что Анастазия предпочитал больше сотрудничать с членами других мафиозных семей и в некоторых случаях накал их противоборства доходил практически до открытой схватки. В конце концов это плохо закончилось для Фила Мангано, которого нашли убитым в апреле 1951 года, в то время как его брат Винсент бесследно исчез. Призванный к ответу за преступления, в которых он подозревался другими нью-йоркскими боссами, Анастазия никогда так и не признал своей причастности к убийству братьев Мангано, но заявил, что Винсент планировал его убийство. С тех пор семья целиком перешла под контроль Анастазии, и немногие её члены решались противоречить одному из самых жестоких убийц того времени. Карло Гамбино, отличавшийся хитростью и сам стремившийся занять место босса, в результате коварных манёвров стал заместителем Анастазии, а его «команда» перешла под начало Пола Кастеллано.

### Убийство Анастазии
К тому времени семья была чрезвычайно тесно связана с другой группировкой под управлением Фрэнка Костелло (сегодня она известна как преступная семья Дженовезе). Заместитель Костелло, Вито Дженовезе, сам стремился к власти и делал всё возможное для того, чтобы разорвать тесные связи Костелло и Анастазии, которые при поддержке Лучано усилили свои позиции в «Комиссии» — высшем коллегиальном органе власти мафии. Так, Дженовезе обвинил Анастазию в бессмысленном, по его мнению, убийстве в 1952 году жителя Бруклина Арнольда Шустера, которого Анастазия заказал за небольшую оплошность (участие в качестве свидетеля обвинения на процессе грабителя банков, которого Анастазия даже и не знал). Дженовезе утверждал, что поведение Анастазии неуравновешенно и является угрозой для всего синдиката. Кроме того, он привлек на свою сторону в качестве союзников Джо Профачи и Карло Гамбино, который тайно действовал против своего собственного босса, стремясь занять место Анастазии.
Первым в этом противостоянии пострадал Костелло, который был ранен у своей квартиры 2 мая 1957 года (предполагаемым стрелком был Винсент «Подбородок» Джиганте). Данное покушение настолько испугало Костелло, что вскоре он передал управление своей семьей Дженовезе. В июне 1957 года был убит Фрэнк Скаличе, а в сентябре 1957 года — Джозеф Скаличе, поклявшийся отомстить за смерть брата. 25 октября 1957 года был расстрелян Анастазия, сидевший в парикмахерской отеля «Парк Шератон» на Манхэттене. По одной из версий, убийство совершила банда Джозефа «Безумного Джо» Галло, что позже подтвердил босс семьи Коломбо Кармине «Джуниор» Персико. По другой версии, убийство Анастазии было совершено по заказу Карло Гамбино командой наёмных убийц под руководством Джозефа «Джо Блондина» Биондо. Эта команда состояла из Стивена Граммаута, Стивена Армоне и Арнольда Виттенбурга, промышлявших торговлей героином в Нижнем Ист-Сайде. Как бы там ни было, бывший заместитель Анастазии Карло Гамбино после убийства босса взял бразды правления в свои руки, а семья с тех пор носит его имя. Джозеф Биондо получил статус заместителя босса, который он удерживал вплоть до своей смерти в 1966 году, а Стивен Граммаута в 90-е годы стал видным капореджиме.

### Эра Гамбино

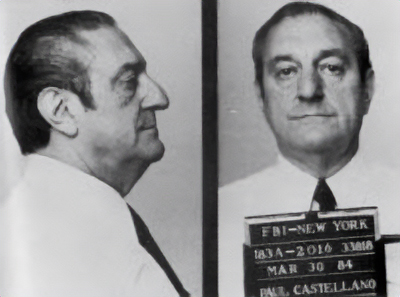
Пол Кастеллано

Другими значимыми членами семьи Гамбино были советник босса Джозеф Риккобоно и капо Пол Кастеллано, Паоло Гамбино, Аньелло Деллакроче, Артур Лео, Рокко Мацци, Энтони Седотто, Чарльз Донгарро, Энтони Зангарра, Джозеф Колаццо, Питер Феррара, Кармине Ломбардоцци. «Команды» семьи полностью подчинили себе Манхэттен, сбор и вывоз мусора во всех районах Нью-Йорка, а после назначения капо Энтони Седотто главой профсоюза докеров Бруклина семья ещё крепче подчинила себе причалы мегаполиса. При Гамбино интересы семьи вышли за пределы Нью-Йорка и распространились на Бостон, Чикаго, Майами, Лас-Вегас, Лос-Анджелес и Сан-Франциско, хотя босс и запретил своим подчиненным из-за высоких рисков попасть под пристальное внимание правоохранительных органов заниматься торговлей наркотиками.
В 1959 году Дженовезе арестовали и посадили в тюрьму, чему в немалой степени поспособствовали Карло Гамбино и Лаки Лучано. Во многом благодаря этому аресту семья Гамбино стала одной из самых могущественных семей Нью-Йорка и всей страны. Карло Гамбино имел интерес в самом прибыльном бизнесе мафии той эпохи — в игорных домах Мейера Лански, открытых на Кубе (до победы революции в 1959 году) и Багамах (с начала 60-х годов), был хорошо знаком с Фрэнком Синатрой (двоюродный брат Синатры, Томас Синатра, был даже женат на дочери Гамбино Филлис). В 1962 году Карло Гамбино при поддержке Костелло и Лучано становится главой «Комиссии» и в том же году женит своего старшего сына Томаса на дочери босса Томми Луккезе (в союзе с семьей Луккезе Гамбино берет под свой контроль Международный аэропорт имени Кеннеди).
В 1963 году Карло Гамбино сместил с поста босса Джо Мальоко, преемника Джо Профачи, поставив во главе их семьи Джо Коломбо (с тех пор она так и называется — семья Коломбо), а также добился раскола в другой конкурирующей мафиозной семье — Бонанно, что вылилось в так называемую «Банановую войну» (1962 — 1967 годы) и отход от дел Джозефа «Бананового Джо» Бонанно, который планировал убить Гамбино и глав других нью-йоркских семей. Установление косвенного контроля над семьями Бонанно и Коломбо позволило Гамбино стать наиболее могущественным лидером среди боссов «пяти семей». В 60-х годах семья Гамбино состояла из 30-и «команд» общей численностью от 500 до 800 человек, а её ежегодный доход оценивался в полмиллиарда долларов.
Большое значение для Гамбино имели семейные узы, ведь в его ближайшее окружение входили сплошь родственники — заместитель Джозеф Биондо (его родственник Сальватор Биондо был женат на двоюродной сестре Карло Марии Гамбино), капо Пол Кастеллано (Гамбино был женат на его сестре Кэтрин) и Паоло Гамбино (родной брат Карло). Также Гамбино культивировал образ благочестивого католика, запрещая своим людям торговать наркотиками и участвовать в производстве порнографии. Власть Гамбино в преступном мире была настолько огромна, что позволила ему организовать убийство ставшего неугодным Джозефа Коломбо, главы семьи Коломбо и одного из создателей Лиги защиты прав итало-американцев (28 июня 1971 года в него стреляли на митинге Лиги, после чего Коломбо впал в кому и скончался 22 мая 1978 года). Также теневое влияние Гамбино распространялось на семью Луккезе, возглавляемую Кармине «Мистером Гиббсом» Трамунти (он стал боссом в 1967 году после смерти Томми Луккезе от рака мозга), и, как говорили, «Дон Карло» оказал сильное влияние на выбор Фрэнка «Фунци» Тиери главой семьи Дженовезе после убийства в 1972 году Томаса Эболи, который задолжал Гамбино 4 миллиона долларов.
Параллельно с этими событиями произошло другое, менее громкое, но оказавшее на дальнейшую судьбу семьи огромное влияние — в 1971 году вступила в действие федеральная программа защиты свидетелей, после чего мафиозный закон «омерты» окончательно потерял силу, подорвав устои американской мафии и положив начало закату этой организации. 15 октября 1976 года Карло Гамбино скончался от сердечного приступа, но контроль над семьей перешёл не к его заместителю Аньелло «Мистеру Нилу» Деллакроче, которому полагался «трон», а к шурину и двоюродному брату Гамбино, Полу Кастеллано. Союзники Деллакроче были недовольны таким поворотом событий, но тому удалось сдержать своих людей, получив взамен пост заместителя Кастеллано и даже место в «Комиссии». Кастеллано и Деллакроче практически полностью подчинили своему влиянию строительную отрасль Нью-Йорка (от производства цемента и бетона до распределения подрядов и контроля профильных профсоюзов), но продолжали выступать против втягивания семьи в сверхприбыльный наркобизнес.

### Действия ФБР и убийство Кастеллано

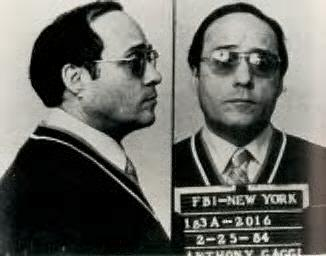
Энтони Гаджи

Клика Аньелло Деллакроче оставалась недовольна тем, что Пол Кастеллано незаслуженно, по их мнению, унаследовал пост босса. Однако у Кастеллано имелись некоторые силы, удерживавшие сторонников Деллакроче в узде, в том числе «команды» киллеров Энтони «Нино» Гаджи и Роя Де Мео, которые, по некоторым данным, совершили как по заказу семьи, так и по своей личной инициативе, десятки жестоких убийств. В этот период Аньелло Деллакроче крепко враждовал с боссом семьи Бонанно Кармине Галанте и даже заказал убийство попавшего за решетку конкурента (в июле 1979 года вышедший на свободу Галанте был застрелен в одном из ресторанов Бруклина). Пока Кастеллано и Деллакроче находились у власти, неофициальный контроль и фактическое управление семьей Гамбино проводилось четырьмя её членами: могущественным «хозяином» района Гармент Дистрикт (Манхэттен) и сыном Карло Гамбино — Томасом «Томми» Гамбино (он управлял финансами семьи, контролировал несколько крупных предприятий в сфере грузоперевозок и швейной промышленности), телохранителем, а затем и заместителем босса Томасом «Томми» Билотти, лидерами «команд» из Квинса Дэниелом «Дэнни» Марино и Джеймсом «Джимми Брауном» Файла (это крыло семьи являлось противником набиравшего вес Джона Готти).
Также большим влиянием обладал капо Энтони «Нино» Гаджи, который считался старым другом Кастеллано. На Гаджи замыкалась «команда» Роя Де Мео, промышлявшая торговлей кокаином и марихуаной, угонами автомобилей, ограблениями и заказными убийствами. Через Де Мео Гаджи, несмотря на официальный запрет наркоторговли в семье, тесно сотрудничал с кубинцами, колумбийцами и ирландцами. В 1979 году Гаджи был ранен в шею и арестован за убийство мафиози Джеймса «Моллюска» Эпполито и его сына, но, благодаря подкупу присяжных, «Нино» осудили всего лишь за нападение (Де Мео успел скрыться с места преступления и до 1981 года, когда Гаджи освободился из тюрьмы по решению апелляционного суда, исполнял обязанности капо его «команды»). В январе 1983 года по поручению Фрэнка Де Чикко Рой Де Мео был застрелен (по одной из версий, своими же людьми). В том же году арестованный племянник Энтони «Нино» Гаджи Доминик Монтильо стал сотрудничать со следствием и позже свидетельствовал на нескольких судебных процессах против своего дяди (в 1988 году Гаджи умер от инфаркта во время судебного слушания).
В этот период ФБР выбрало целью своей спецоперации именно семью Гамбино и получило аудиозаписи разговоров Пола Кастеллано при помощи «жучка», вмонтированного в лампу на кухне босса. К началу 80-х годов Кастеллано уже обвинялся по многим статьям и ему грозило длительное заключение. В 1983 году федеральный прокурор обвинил 13 членов семьи Гамбино в перевозке наркотиков. Эта группа включала в себя брата Джона Готти, Джина Готти, и его лучшего друга Анжело «Кря Кря» Руджиеро, который получил свою кличку за то, что неустанно болтал. Федералы прослушивали его домашний телефон с 1980 года, у них имелись аудиозаписи, на которых Руджиеро обсуждал бизнес семьи, заключал сделки по наркотикам и всячески оскорблял Кастеллано. Если бы тот узнал, что вопреки его правилу «нет наркотикам», за спиной руководства совершались наркосделки, Руджиеро определённо постигла бы смерть.
Согласно американскому законодательству, обвиняемому для защиты полагалась расшифровка записей, и Кастеллано настоятельно требовал показать их ему, при том что Деллакроче всячески старался отговорить его. Вскоре Кастеллано стал открыто угрожать убийством Руджиеро и Готти, и тогда Джон Готти осознал, что надо действовать быстро, а смерть его наставника Деллакроче, умершего от рака 2 декабря 1985 года, лишь ускорила устранение Кастеллано. 16 декабря 1985 года Пол Кастеллано и Томас Билотти ехали на встречу с капо Фрэнком Де Чикко в ресторан «Спаркс Стэйк Хаус» на 46-й улице, когда их прямо перед заведением расстреляли четыре человека в лыжных масках. В дальнейшем они были опознаны как Анжело Руджиеро, Джон Карнелья, Винсент Артузо и Сальваторе Скала, которыми руководил Джон Готти.

### Эра Готти

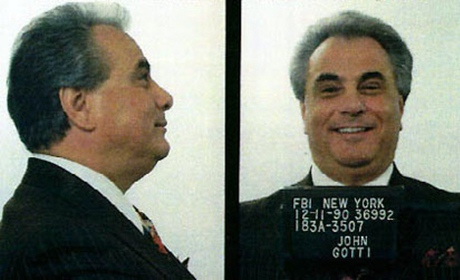
Джон Готти

Джон Готти, ставший после убийства Кастеллано боссом семьи Гамбино и главой «Комиссии», был широко известен своими сшитыми на заказ костюмами и шелковыми галстуками, за что получил прозвище «Щеголеватый Дон», а также, в отличие от своих предшественников, готовностью общаться с прессой. Он назначил Фрэнка Де Чикко своим заместителем и поставил Анджело Руджиеро капореджиме над своей бывшей «командой». В то же время, Сальваторе Гравано, известный как «Сэмми Бык», был повышен до советника босса (позже он стал заместителем босса, а пост советника достался Фрэнку Ло Кашио). Семья Гамбино через два десятка капо по-прежнему контролировала портовые причалы, львиную долю строительного и мусорного бизнеса, собирала дань с клубов, но теперь стала смелее внедряться в ранее запретный наркобизнес.
Готти предпочитал встречаться с людьми, гуляя в общественных местах, чтобы следившие за ним федералы могли производить лишь фотосъёмку, не имея возможности прослушивать разговоры. Его дом в Хауард-Бич (Квинс) часто показывали по телевидению. Одним из его соседей был Джон Фавара, который таинственным образом исчез после того, как в 1980 году задавил 12-летнего сына Готти Фрэнка, катавшегося на велосипеде, своим автомобилем. Другим соседом Готти был его близкий друг и сторонник Джозеф «Большой Джо» Массино, в конце 80-х годов ставший заместителем босса семьи Бонанно и реально претендовавший на место босса Филиппа «Расти» Растелли, севшего в тюрьму.
Многим криминальным лидерам Нью-Йорка не нравилась широкая популярность и излишняя публичность Готти, особенно боссу семьи Дженовезе Винсенту «Подбородку» Джиганте, бывшему союзнику Кастеллано. Он вошёл в сговор с лидерами семьи Луккезе Витторио «Виком» Амузо и Энтони «Газопроводом» Кассо, целью которого было устранить Готти. 13 апреля 1986 года машина, начиненная взрывчаткой и предназначавшаяся Готти, взрывом убила Фрэнка Де Чикко. В 1987 году Джон Готти предстал перед судом, однако был оправдан за недостатком улик, в 1988 году его младший брат Юджин «Джин» Готти был предан суду по обвинению в контрабанде наркотиков, но тоже остался на свободе (правда, вскоре он всё же получил 50 лет тюремного заключения).
В конечном счёте, дерзкое поведение Готти и его уверенность в собственной неприкосновенности (его три раза оправдывали по федеральным обвинениям, что принесло ему новое прозвище — «Тефлоновый Дон») привели к краху зазнавшегося босса. ФБР удалось поставить на прослушку квартиру, находившуюся над клубом «Равенит» в Маленькой Италии, где старая вдова разрешала гангстерам проводить встречи на высшем уровне. Запись выявила голос Готти, который планировал разного рода преступления и жаловался на своих ничтожных помощников, включая и Сальваторе Гравано. Тот, услышав в 1991 году записи данной беседы, не без помощи федералов решил переметнуться на сторону закона и свидетельствовать против Готти и дюжины других гангстеров, членов всех «пяти семей». Кроме этого, во время обыска в доме Готти полиция нашла список всех «посвященных» мафиози Нью-Йорка, что позволило ей в будущем вывести из-под контроля семей самые прибыльные предприятия, а также подорвать влияние мафии среди профсоюзов. 2 апреля 1992 года Джон Готти и его советник Фрэнк «Фрэнк Лок» Ло Кашио были осуждены на пожизненное заключение без права на досрочное освобождение (Готти вменили пять убийств, в том числе и убийство Пола Кастеллано).

### Семья после Готти

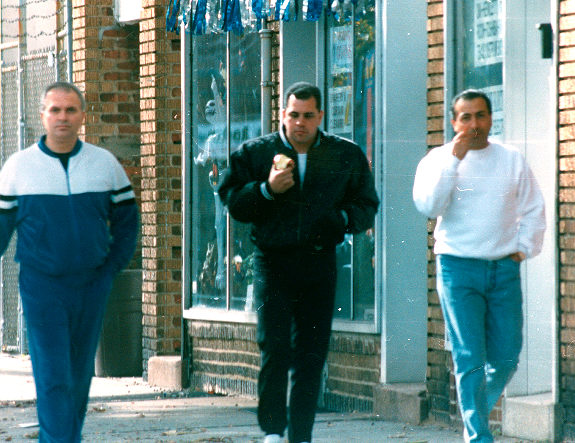
Джон Джуниор Готти

Некоторое время Джон Готти продолжал осуществлять общее управление семьей Гамбино даже из тюрьмы строгого режима Марион (Иллинойс), в то время как каждодневные уличные операции перешли к его капо — Джону «Джеки Носу» Д’Амико и Николасу «Маленькому Никку» Короццо. Последний стал очень влиятельным человеком семьи, но сам в декабре 1996 года был арестован во Флориде и в 1997 году приговорен к восьми годам тюрьмы по обвинению в рэкете. Сын Готти, Джон «Джуниор» Готти в 1992 году стал исполняющим обязанности главы семьи, но он не обладал достаточным авторитетом как внутри своей организации, так и среди боссов других мафиозных семей Нью-Йорка (при нём встречи «Комиссии» стали чистой формальностью, а остальные нью-йоркские семьи всё больше действовали поодиночке, что лишь играло на руку полиции и ФБР, которые при новом мэре Рудольфе Джулиани всерьёз взялись за организованную преступность города). В мае 1993 года к суду по самому крупному на тот момент «бензиновому делу» были привлечены капо семьи Энтони Морелли и Эдвард Доэрти. В 80-х и начале 90-х годов они курировали все бензиновые махинации клана Гамбино в Нью-Йорке и Нью-Джерси (сначала мафиози «крышевали» подвизавшихся на этом поприще греков и турок, затем — потеснивших их израильтян и выходцев из бывших республик СССР). Морелли также владел ресторанчиком в торговом центре «Вудро Плаза» на Статен-Айленде и вместе с гангстером Джозефом Маритато — соседней кондитерской.
В 1998 году Джон «Джуниор» Готти вместе с почти сорока своими подручными был обвинен в рэкете, мошенничестве с телефонными карточками, махинациях в ночном клубе «Scores» и в 1999 году приговорен к 77 месяцам тюрьмы. После посадки Готти Младшего бразды правления семьей принял его дядя — Питер «Одноглазый» Готти, которому помогал Джон Д’Амико. Однако, доходы клана в этот период существенно уменьшились по сравнению с предыдущими десятилетиями, когда семья Гамбино считалась самой могущественной преступной организацией страны. В начале июня 2002 года в Нью-Йорке по обвинению в рэкете, вымогательстве, отмывании денег и подкупе свидетелей были арестованы 17 членов семьи Гамбино, в том числе братья Питер и Ричард Готти, а также сын последнего Ричард «Риччи» Готти (вскоре отец и сын Готти вышли на свободу, заплатив по 300 тыс. долларов залога каждый). Мафиози, среди прочего, контролировали бизнес различных портовых фирм, принимавших грузовые корабли и буксирные суда, а также вымогали деньги у известных особ. Через несколько дней после этих арестов Готти Старший умер в федеральной тюрьме Спрингфилда (Миссури) от рака горла. Вскоре после его смерти капо семьи Майкл «Микки Шрам» Ди Леонардо, курировавший «беловоротничковую преступность», из-за усилившегося давления органов правосудия и неопровержимых улик его причастности к рэкету, переметнулся на сторону обвинения и стал свидетельствовать против всех «пяти семей». Считавшийся одним из последних приверженцев Джона Готти, Ди Леонардо тем не менее свидетельствовал против Питера Готти и Энтони «Сонни» Чикконе, а затем бесследно исчез в программе по защите свидетелей.
Сальваторе Гравано, сдавший федералам Джона Готти и в 1995 году покинувший программу защиты свидетелей, в 2003 году был арестован за организацию сети по распространению экстази, которая охватывала территорию от Аризоны до Нью-Йорка, и приговорен к 19 годам тюрьмы благодаря показаниям своих бывших соучастников. В том же 2003 году босс семьи Питер Готти и шесть человек из его окружения были признаны виновными в вымогательстве, преступном сговоре и отмывании денег. Одной из жертв рэкетеров был известный американский киноактер и мастер восточных единоборств Стивен Сигал, у которого требовали 3 млн долларов (преступники через его бывшего компаньона и продюсера-мафиози Джулиуса Нассо рассчитывали получать из гонораров голливудской знаменитости по 150 тыс. долларов за каждый фильм с его участием). В апреле 2004 года Питер Готти был приговорен к 9 годам и 4 месяцам тюремного заключения, а также штрафу в размере 25 тыс. долларов. В ноябре 2004 года в Рио-де-Жанейро был задержан один из капо семьи Джон Алите (он же Джонни Аллетто), который в декабре 2003 года бежал из США. Алите был другом Джона «Джуниора» Готти и имел большое влияние во Флориде, в 2006 году его экстрадировали на родину и в 2011 году за причастность к убийствам и вымогательству приговорили к 10 годам тюремного заключения.
В марте 2005 года благодаря двухгодичной работе агента ФБР, внедренного в преступное сообщество Гамбино, по подозрению в вымогательстве, азартных играх, ростовщичестве и других тяжких преступлениях были арестованы исполняющий обязанности босса семьи Арнольд «Зеке» Скитьери, его ближайший помощник и советник Энтони «Тони Гений» Мегале и более 30 их подручных. В июле 2005 года за организацию убийства предателя Гравано и вымогательство на 25 лет вновь был осужден Питер Готти. В том же 2005 году Николас «Маленький Ник» Короццо и его давний помощник Леонард «Ленни» Ди Мариа освободились из тюрьмы, отбыв свой срок за рэкет и ростовщичество в штатах Нью-Йорк и Флорида, и вскоре руководство семьей Гамбино перешло к Николасу Короццо, Джону «Джеки Носу» Д’Амико и Джозефу «Жо Жо» Короццо.
Таким образом, бывшие враги Джона Готти полностью подчинили себе семью Гамбино, во многом благодаря тому, что родственники Готти и их приверженцы были либо под следствием, либо уже осуждены. Николас Короццо стал исполняющим обязанности босса семьи, его брат Джозеф «Жо Жо» Короццо — советником босса, Арнольд «Зеке» Скитьери — заместителем босса, а Джон «Джеки Нос» Д’Амико — одним из лидеров банды.
Скитьери, один из самых влиятельных капо семьи Гамбино, в 80-х действовал на Манхэттене, в Бруклине и Квинсе в области наркоторговли, а в 2006 году был осужден на семь лет за нелегальные азартные игры и уклонение от уплаты налогов. Д’Амико возглавил бывшую «команду» Джона Готти и активно действовал в Квинсе и Бруклине в сфере рэкета, вымогательств, ростовщичества и заказных убийств. Джозеф Короццо занимался ростовщичеством и незаконными азартными играми на Манхэттене и в Квинсе.

### Новое наступление ФБР

Структура мафиозной семьи

С 2005 по 2007 годы федеральные власти завершили судебное преследование и осудили важных капо семьи Гамбино — Арнольда «Зеке» Скитьери, Грегори Де Пальму, Джорджа Де Чикко, Рони Труккьо, Сальваторе «Торе» Ло Кашио и Джозефа «Сонни» Джулиано, не считая дюжины более мелких членов семьи — солдат и помощников. К началу 2008 года федеральные и нью-йоркские власти выявили всю структуру семьи, включая боссов Николаса Короццо и Джона Д’Амико, заместителя босса Доменико «Итальянского Дона» Чефалу и советника Джозефа Короццо, а также связанных с ними важных лиц семьи Дженовезе и семьи Бонанно.
7-8 Февраля 2008 года, в ходе операции «Старый Мост», ФБР совместно с итальянскими коллегами и благодаря информатору Джозефу Волларо арестовало в Нью-Йорке, Нью-Джерси и на Лонг-Айленде 62 человека. Федеральное Большое Жюри обвинило их в связях с преступной организацией Гамбино, а также в причастности к убийствам, транспортировке наркотиков, ограблениям, вымогательствам и другим преступлениям. В числе задержанных оказались Джон «Джеки Нос» Д’Амико (вскоре был выпущен под залог), Джозеф «Жо Жо» Короццо, Доменико «Итальянский Дон» Чефалу, капо Леонард «Ленни» Ди Мариа, Томас Каччиополи, Ричард «Риччи» Готти и Винсент «Винс» Готти (двух последних обвинили в причастности к убийству, совершенному в 2003 году). Однако, один из главных обвиняемых по делу, босс семьи Николас «Маленький Ник» Короццо, заранее предупреждённый об аресте, скрывался вплоть до 29 мая 2008 года, когда он был арестован полицией.
В августе 2008 года сотрудниками ФБР у себя дома на Лонг-Айленде был арестован вышедший в 2005 году из тюрьмы Джон «Джуниор» Готти. Ему предъявили обвинения в организации трёх убийств, совершенных в Нью-Йорке в период с 1988 по 1991 года, и торговле кокаином в Тампе (Флорида). Также по этому уголовному делу проходили пять других мафиози, в том числе ранее осужденный на пожизненный срок Рональд «Однорукий Ронни» Труккьо и задержанный в 2004 году в Бразилии Джонни Аллетто. Вследствие многочисленных обвинений и арестов в семье Гамбино явно стал ощущаться вакуум власти. Руководство уцелевшими членами семьи перешло к легендарному приверженцу Кастеллано Дэниелу «Дэнни» Марино из Квинса, недавно вышедшему на свободу Кармине Аньелло, Бартоломео «Бобби» Верначе и Джону Гамбино. По оценке ФБР к 2009 году в семье насчитывалось 200—250 членов и более 2 тыс. «сторонников».
В декабре 2009 года судья объявил недействительным судебный процесс над Джоном «Джуниором» Готти и отпустил его на свободу под залог в размере 2 миллионов долларов (присяжные не смогли в установленный срок прийти к единому мнению относительно виновности Готти). Это было уже четвёртое по счету фиаско, которое потерпело гособвинение в попытках засадить Готти Младшего за решетку (предыдущие процессы над ним проходили в 2005, 2006 и 2007 годах и закончились столь же бесславно, и по той же самой причине — отсутствие единомыслия у присяжных). В апреле 2010 года были предъявлены обвинения в убийствах, вымогательстве, подкупе, торговле наркотиками, организации подпольных игорных заведений и проституции с участием несовершеннолетних 14 членам семьи Гамбино, в том числе и одному из её лидеров Дэниелу «Дэнни» Марино.
В январе 2011 года ФБР и полиция провели крупную операцию по борьбе с мафией, задержав за один день более 120 предполагаемых преступников. Операция, в которой принимали участие более 800 сотрудников ФБР, полиции и спецслужб, прошла в Нью-Йорке, Нью-Джерси и Род-Айленде. Арестованы были члены всех пяти мафиозных семей города и одной семьи в штате Нью-Джерси, в том числе представители верхушки семей Гамбино, Коломбо, Бонанно, Дженовезе и Луккезе, а также бывший офицер нью-йоркской полиции. Аресты начались после завершения расследования по многочисленным уголовным делам, связанным с убийствами, торговлей наркотиками и организацией незаконного игорного бизнеса. Большинство арестов стало возможным благодаря сотрудничеству со следствием задержанного ранее заместителя главы клана Бонанно Сальваторе Витале.

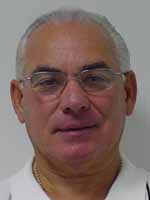
Николас Короццо

В ноябре 2011 года полиция Нью-Йорка ликвидировала преступную группировку, которая занималась нелегальным ввозом в США женщин из России и других стран Восточной Европы для принудительной работы стриптизершами, а также вымогательством, рэкетом, мошенничеством с визовыми документами и организацией брачных афер. Среди двадцати арестованных оказались капо семьи Альфонс Труккьо, люди которого заставляли работать потерпевших в четырёх ночных клубах, расположенных на острове Лонг-Айленд, другие члены семей Гамбино и Бонанно, а также авторитет Александр Кравец (Большой Алекс) и четыре его подручные, которые вербовали молодых женщин из Восточной Европы. Развлекательные заведения находились под контролем мафии, а их владельцы платили преступникам дань за покровительство. Члены банды также вынуждали девушек заключать фиктивные браки с гражданами США для продления срока их пребывания на территории страны.
В то время как семья Гамбино по-прежнему является одной из самых крупных криминальных группировок Нью-Йорка и обладает достаточным влиянием, она более не так сильна, как при Карло Гамбино и, несомненно, начиная со дня его смерти находится в стадии постоянной деградации, по большей части из-за продолжительного преследования со стороны властей и неспокойных времен периода Пола Кастеллано и Джона Готти. Кроме явного уменьшения доходов, получаемых семьей Гамбино как от незаконной деятельности, так и с помощью легальных предприятий, наблюдается неуклонный отход от прежних традиций и обычаев, культивировавшихся в среде итало-американской мафии десятилетиями.
В марте 2015 года агенты ФБР арестовали 10 членов мафиозной семьи Декавальканте из Нью-Джерси, некоторые из которых действовали по указанию боссов семьи Гамбино. Летом 2015 года вместо престарелого Доменико Чефалу новым боссом семьи Гамбино стал Франческо Кали.

### После смерти Кали
13 марта 2019 года в нью-йоркском районе Тодт-Хилл, на крыльце своего дома, был застрелен 53-летний босс Франческо «Фрэнки Бой» Кали, возглавлявший семью Гамбино с 2015 года. Он родился в семье выходцев с Сицилии, вырос в Бруклине, в конце 1990-х годов благодаря протекции родственников стал членом клана Гамбино. Кали сделал криминальную карьеру в бригаде Джеки д`Амисо по прозвищу «Нос», затем сам стал капо небольшой команды гангстеров. Кали вёл переговоры с другими семьями мафии и умел улаживать конфликты мирным путём. Через несколько дней полиция арестовала в Нью-Джерси подозреваемого в убийстве Кали.
25 февраля 2021 года в федеральной тюрьме Батнер (штат Северная Каролина) скончался 81-летний Питер Артур Готти, отбывавший 25-летний срок. Он был старшим братом Джона Готти и официально возглавил семью в 1999 году, после ареста своего племянника Джона Готти младшего. В 2002 году, за несколько дней до смерти Джона Готти в тюрьме, Питер Готти был арестован за рэкет и отмывание денег. Кроме того, Питера обвиняли в заказе убийства Сэмми Гравано и наезде на актёра Стивена Сигала.

## Боссы семьи Гамбино
| №  | Года правления | Имя, фамилия, прозвище               | Примечание                                                                                               | Год и причина смерти                                                 |
| -- | -------------- | ------------------------------------ | --- | -------------------------------------------------------------------- |
| 1  | 1907—1917      | Пеллегрино «Дон Грино» Морано        | был лидером каморры Бруклина, осужден в 1917 году, затем депортирован из США                             |                                                                      |
| 2  | 1916—1928      | Сальваторе «Тото» Д'Аквила           | | убит по приказу Массерии 10 октября 1928 года                        |
| 3  | 1928—1930      | Альфред «Аль Минео» Манфреди         | | убит в ходе Кастелламмарской войны 5 ноября 1930 года                |
| 4  | 1930—1931      | Фрэнк «Дон Чиче» Скаличе             | смещен с поста босса после убийства Маранцано                                                            | убит в июне 1957 года                                                |
| 5  | 1931—1951      | Винченцо «Винсент» Мангано           | считается первым официальным боссом семьи                                                                | исчез 15 апреля 1951 года, предположительно убит Альбертом Анастазия |
| 6  | 1951—1957      | Альберт «Безумный шляпник» Анастазия | бывший глава «Корпорации убийств», стал боссом после исчезновения Мангано                                | убит 25 октября 1957 года по заказу своего заместителя Карло Гамбино |
| 7  | 1957—1976      | Карло «Дон Карло» Гамбино            | возглавлял Комиссию и признан самым могущественным боссом 50-70х годов                                   | умер по естественным причинам 15 октября 1976 года                   |
| 8  | 1976—1985      | «Большой Пол» Кастеллано             | шурин Карло Гамбино, в 1974—1976 годах исполнял обязанности босса, в 1976—1985 годах возглавлял комиссию | убит 16 декабря 1985 года по приказу Джона Готти                     |
| 9  | 1986—1992      | Джон «Тефлоновый Дон» Готти          | самый молодой и печально известный босс семьи, в 1990—2002 годах пребывал в заключении                   | умер 10 июня 2002 года в тюрьме                                      |
| 10 | 1992—1999      | Джон «Джуниор» Готти                 | исполняющий обязанности босса, в 1999—2005 годах был в заключении                                        |                                                                      |
| 11 | 1999—2003      | Питер «Одноглазый» Готти             | в 1999—2002 годах исполнял обязанности босса, в 2002 году официально стал боссом и оказался в заключении | умер 25 февраля 2021 года в тюрьме                                   |
| 12 | 2002—2005      | Арнольд «Зеке» Скитьери              | исполняющий обязанности босса, с 2006 года в заключении                                                  |                                                                      |
| 13 | 2005—2008      | Николас «Маленький Ник» Короццо      | в 2005—2006 годах исполнял обязанности босса, с 2008 года в заключении                                   |                                                                      |
| 14 | 2011—2015      | Доменико «Итальянский Дон» Чефалу    | лидер сицилийского крыла                                                                                 |                                                                      |
| 15 | 2015—2019      | Франческо «Фрэнки Бой» Кали          | ставленник сицилийской мафии                                                                             | убит 13 марта 2019 года в Нью-Йорке                                  |

### Комментарии к таблице «Боссы семьи Гамбино»
1. ↑  Некоторые боссы руководили семьей параллельно друг с другом, поэтому года их правления иногда накладываются.
2. ↑  В 1992—1996 годах семьей фактически руководил Управляющий Комитет, в который входили Николас «Маленький Ник» Короццо, Леонард «Ленни» Ди Мариа и Джон «Джеки Нос» Д’Амико.
3. ↑  в 1996—2002 годах семьей фактически руководил Управляющий Комитет, в который входили Джон «Джеки Нос» Д’Амико (1996-98), Питер «Одноглазый» Готти (с 1999 года исполнял обязанности босса), Луис «Большой Лу» Валларио, Стивен «Стиви Куган» Граммаута и Майкл «Мики Шрам» Ди Леонардо (в 2002 году посажен в тюрьму и стал сотрудничать с властями). В 2002 году, со смертью Джона Готти, Управляющий Комитет был распущен.
4. ↑  В 2008—2010 годах семьей фактически руководил Управляющий Комитет, в который входили Дэниел Марино, Бартоломео «Бобби» Верначе и Джон Гамбино.
5. ↑  В 2006—2008 годах в ближайшее окружение Николаса Короццо входили Джон «Джеки Нос» Д’Амико, Леонард «Ленни» Ди Мариа, Доменико «Итальянский Дон» Чефалу, Джозеф «Жо Жо» Короццо и Арнольд «Зеке» Скитьери.

## Капо семьи Гамбино
- Томас «Томми» Гамбино — сын бывшего босса Карло Гамбино и племянник Пола Кастеллано, его «команда» действовала в Бруклине, Квинсе и на Манхэттене (особенно в районе Гармент Дистрикт); вместе с братом Джозефом Гамбино финансировал строительство центра для детей, больных лейкемией; в мае 2000 года вышел из тюрьмы и поселился во Флориде.
- Леонард «Ленни» Ди Мариа — правая рука Николаса Короццо с начала 70-х, занимался рэкетом и ростовщичеством в Бруклине и на Манхэттене, имел интересы во Флориде.
- Томас «Каччи» Каччиополи — капо семьи Гамбино в Квинсе, Нью-Джерси и в Уэстчестере.
- Дэниел «Дэнни» Марино — в 1986 году участвовал в заговоре против Джона Готти, капо семьи Гамбино в Квинсе, занимался рэкетом в сфере строительства и найма рабочих.
- Энтони «Тонни» Чикконе — легендарный «хозяин» портовых доков, отбывает пожизненное заключение.
- Сальваторе «Папа Винни» Риччиетторе — босс доков Бруклина от лица Энтони Чикконе.
- Джордж Де Чикко — брат покойного Фрэнка Де Чикко, с 80-х действовал в Бруклине и на Статен-Айленде, занимаясь ростовщичеством.
- Энтони «Тони Гений» Мегале — наряду с Доменико Чефалу являлся одним из лидеров сицилийского крыла семьи, был заместителем босса, находится в заключении.
- Юджин «Джин» Готти — брат Джона, Питера, Винсента и Ричарда Готти, отвечал за весь ростовщический бизнес семьи Гамбино в Нью-Йорке, отбывает срок за перевозку наркотиков, ростовщичество, убийства и вымогательства.
- Ричард «Риччи» Готти — сын Ричарда Готти Старшего, капо семьи на Манхэттене, контролировал ростовщичество, вымогательство и мусорный бизнес.
- Сальваторе «Жирный Салли» Скала — бывший торговец героином и один из предполагаемых убийц Пола Кастеллано и Томаса Билотти, занимался вымогательством, рэкетом и ростовщичеством в Квинсе.
- Луис «Луи» Браччиоле — контролировал азартные игры, ростовщичество и рэкет в Бронксе, тесно сотрудничал с отделениями семьи в Бруклине и Нью-Джерси.
- Сальваторе «Торе» Ло Кашио — сын бывшего советника Фрэнка «Фрэнки Лока» Ло Кашио, отбывающего пожизненный срок; до своего ареста в 2003 году контролировал отделение семьи в Бронксе и занимался порнографическим бизнесом с ежегодным оборотом в более 350 миллионов долларов.
- Рональд «Однорукий Ронни» Труккьо — до своего ареста в 2005 году контролировал банду «Парни из Озон-Парка» и азартные игры в Квинсе, приговорен к пожизненному сроку.
- Стивен «Стиви Куган» Граммаута — один из убийц Анастазии в 1957 году, был капо семьи Гамбино на Манхэттене.
- Луис «Большой Лу» Валларио — возглавлял бывшую «команду» Сэмми Гравано и «команду» в районе Бенсонхурст (Бруклин), с 1996 по 2002 был одним из боссов в «Управляющем Комитете» семьи.
- Джозеф «Сонни» Джулиано — капо семьи Гамбино в Бруклине, занимался азартными играми, ростовщичеством и мошенничеством, управлял многомиллионной игорной сетью в 30-и кварталах Нью-Йорка.
- Винсент «Винни Креветка» Коррао — его «команда» занималась азартными играми и наркотиками в Бруклине.
- Винсент «Маленький Винни» Артузо — бывший наркоделец и предположительно один из убийц Пола Кастеллано, управлял отделением семьи в Палм Бич (Флорида).
- Энтони «Тони Живчик» Трентакоста — бывший друг Джона Готти, управлял рэкетом автозаправок, что привело в 1980-х годах к потере правительством США более 1 миллиарда долларов налоговых сборов, капо семьи Гамбино в Южной Флориде.
- Майкл «Микки Бой» Парадисо — его «команда» действовала в Бруклине и Квинсе, был близким другом Анджело Руджиеро и Джона Готти. В 1987 году был приговорён к 19 годам заключения за торговлю наркотиками на основании доказательств, собранных его братом Филипом, который носил микрофон.
- Эдвард «Эдди» Лино — участвовал в убийстве Пола Кастеллано, с 1986 года был капо семьи, занимался рэкетом школьных автобусных компаний в Нью-Йорке. 6 ноября 1990 года был застрелен на Брайтон-Бич полицейскими, предположительно по приказу заместителя босса семьи Луккезе Энтони Кассо.
- Майкл «Майки Шрамы» Ди Леонардо — контролировал всю строительную отрасль семьи Гамбино в Нью-Йорке, был близким другом Джуниора Готти. В 2002 году стал сотрудничать со следствием.
- Джозеф «Джо Бутч» Коррао — капо семьи Гамбино в Маленькой Италии, его «команда» занималась ростовщичеством, азартными играми и вымогательством. Также Джо Бутч имел несколько закусочных на Манхэттене. Был доверенным лицом Пола Кастеллано и не участвовал в заговоре против него.
- Олимпио «Лило» Гарафола — был капо в семье Гамбино со времён Карло Гамбино до Джона Готти. Базировался в Бенсонхурст (Бруклин) и Нижнем Ист-Сайде. Его «команда» занималась ростовщичеством и азартными играми.

## Галерея

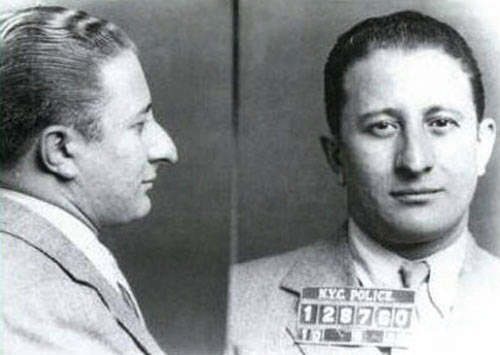
Карло Гамбино
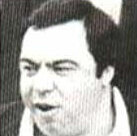
Анжело Руджиеро
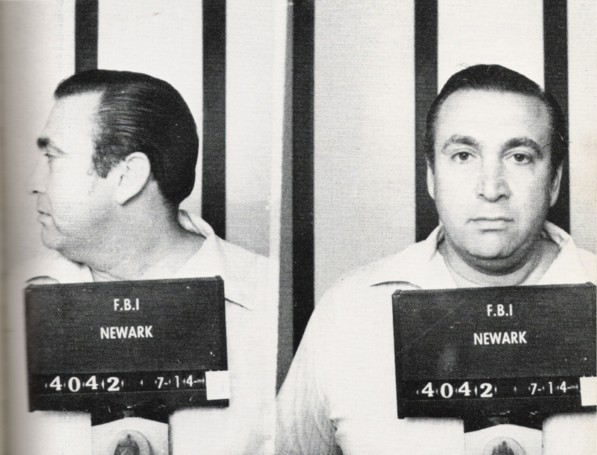
Рой Де Мео
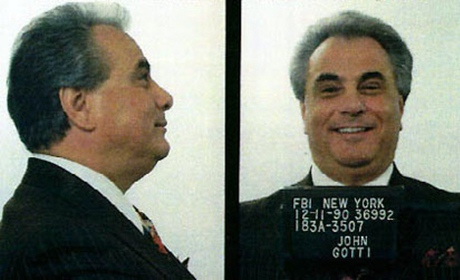
Джон Готти
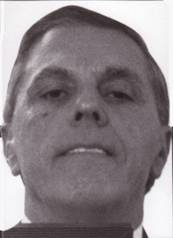
Фрэнк Ло Кашио
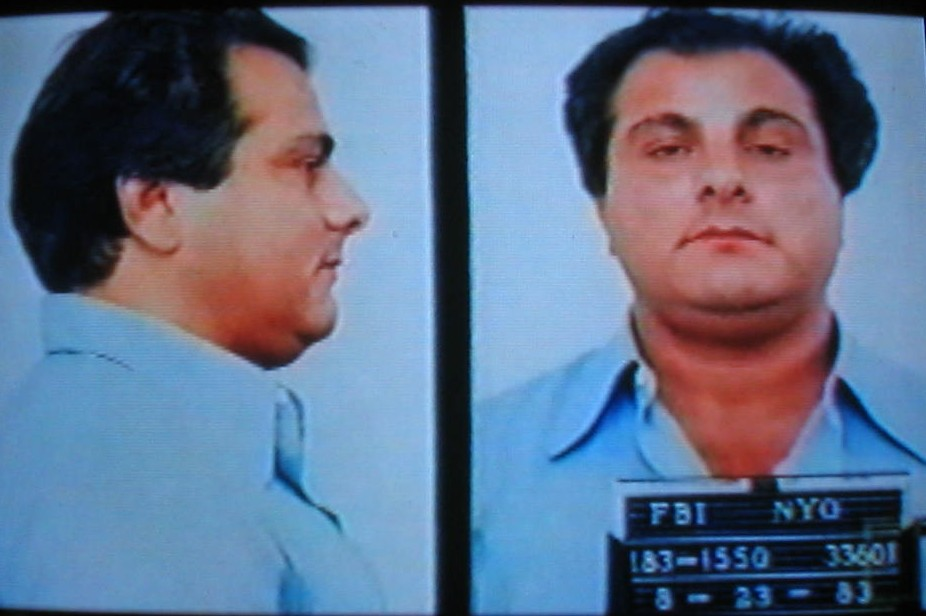
Юджин Готти

## Семья Гамбино и её члены в массовой культуре
- Эпизоды жизни Карло Гамбино легли в основу сборного образа Вито Корлеоне, изображенного Марио Пьюзо в знаменитом романе «Крёстный отец» (1969 год) и киносценарии к одноимённому фильму Фрэнсиса Копполы (1972 год)[53].
- В 1994 году вышел телевизионный фильм Роджера Янга «Поймать Готти», в котором снялись Энтони Дэнисон (Джон Готти), Лоррейн Бракко и Эллен Бёрстин.
- В 1996 году вышел телевизионный фильм «Готти», в котором Арманд Ассанте сыграл Джона Готти, Уильям Форсайт — Сэмми Гравано, Энтони Куинн — Аньелло Деллакроче, а Марк Лоуренс — Карло Гамбино.
- В 1998 году вышел телевизионный фильм «Свидетель для банды» (продюсер — Роберт де Ниро), в котором сыграли Николас Туртурро (Сэмми Гравано), Том Сайзмор (Джон Готти), Деби Мейзар (Дебора Гравано), Эйб Вигода (Пол Кастеллано), Филип Бейкер Холл (Сальватор Аурелло) и Майкл Империоли (Луи Милито).
- В фильме «Анализируй это» (1999 год) вымышленный гангстер Примо Сидоне говорит, что «Вито Дженовезе облажался в Апалачине потому, что забыл убить Гамбино перед сходкой. Я не буду делать ту же ошибку».
- В 2001 году вышел телевизионный фильм «Босс боссов», в котором сыграли Чезз Палминтери (Пол Кастеллано), Марк Марголис (Джозеф Армоне) и Стивен Бауэр (Вито Дженовезе).
- В 2007 году был снят документальный сериал «Гангстеры», часть которого посвящена команде Роя ДеМео[54].
- В 2010 году вышел фильм «Клуб Синатра», повествующий о молодых годах Джона Готти (роли сыграли Джейсон Гедрик, Дэнни Нуччи и Майкл Нури).
- В 2012 году вышел фильм «Ледяной», в котором сыграли Майкл Шэннон (Ричард Куклински) и Рэй Лиотта (Рой ДеМео).
- В 2014 году вышел фильм «Гангста Love» (Rob the Mob), рассказывающий о процессе над Джоном Готти (роли сыграли Майкл Питт, Нина Арианда, Энди Гарсиа, Рэй Романо, Аида Туртурро, Берт Янг, Гриффин Дан и Эйми Маллинз).
- В 2015 году был снят телевизионный сериал «Рождение мафии: Нью-Йорк» (The Making of the Mob: New York), в котором в качестве экспертов снялись Рудольф Джулиани, Винсент Пасторе, Джо Мантенья, Чезз Палминтери, Дреа де Маттео, Фрэнк Винсент, Фрэнки Валли и другие знаменитости.
- Также в 2015 году вышел художественный фильм «Подражатель» (The Wannabe), в котором сыграли Патрисия Аркетт, Дэвид Зейес, Доменик Ломбардоцци, Майкл Империоли и Slaine.
- В 2018 году на экраны вышел фильм Кевина Коннолли «Кодекс Готти», в котором сыграли Джон Траволта (Джон Готти), Келли Престон (Виктория Готти), Стейси Кич (Аньелло Деллакроче) и Пруитт Тейлор Винс (Анджело Руджиеро).